# Tradition primordiale

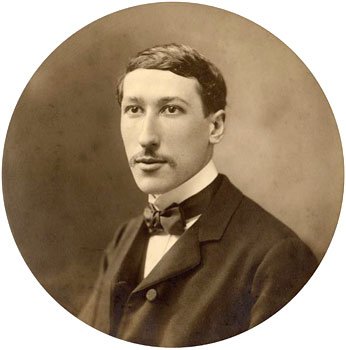
René Guénon (1886-1951), principal théoricien de l'idée de Tradition Primordiale et fondateur de l'Ecole de la Tradition.

La Tradition Primordiale est l'idée propre au pérennialisme qu'une unique vérité métaphysique relie intrinsèquement l'ensemble des traditions sacrées à une révélation originaire, dont la cause est non-humaine (divine). Cette vérité intrinsèque aux traditions constitue l'unique « Tradition universelle et unanime », qui se laisse découvrir à travers les multiples correspondances symboliques, mythiques et rituelles qu'ont en commun les différentes traditions sacrées de l'humanité.
Développant le concept de Perennis Philosophia, le concept de Tradition Primordiale est diversement théorisé et problématisé à l'époque contemporaine par « l'École de la Tradition ». Cette école est constituée d'écrivains, philosophes, anthropologues, historiens et essayistes des diverses confessions religieuses et dont le fondateur et principal représentant est le métaphysicien René Guénon. Pour lui, la Tradition Primordiale désigne la plus ancienne tradition de l'humanité, d'origine méta-historique, qui est « commune à l'ensemble des traditions authentiques et "orthodoxes”, dont les traces et signes apparaissent très lisiblement dans les symboles, rites et mythes » des différentes « formes traditionnelles » ou religions observables.
La Tradition Primordiale est un concept qui se réfère aux mythes fondateurs des différentes traditions sacrées de l'humanité, par exemple au paradis terrestre de la Bible, à l'âge d'or de la mythologie gréco-romaine ou encore au krita yuga hindou. Intimement liée à la connaissance intuitive et intellectuelle du « Principe ultime », la Tradition Primordiale désigne ainsi un état d'être spirituel que l'homme a perdu lors de la chute et qu'il s'agit de retrouver au moyen de la connaissance métaphysique tant spéculative (enseignement oral voire écrit) qu'opérative (initiation rituelle).

## Tradition et traditionalisme
Les membres de l'École de la Tradition sont qualifiés par Jean-Paul Lippi de « traditionnistes » afin de les distinguer d'un autre courant de pensée, le « Catholicisme traditionaliste ». Les traditionnistes sont aussi appelés  « pérennialistes » en référence à leur courant de doctrine.
En effet, René Guénon et les autres membres de l'École de la Tradition s'entendent autour d'un concept commun. Il s'agit de la Tradition Primordiale, qui constitue au moins le point de départ de leur pensée et les écarte d'une réduction de la tradition à la coutume, comme d'une réduction de la tradition au seul aspect d'une religion particulière ou même de la religion en général, considérée par René Guénon comme restreinte aux traditions abrahamiques (juive, chrétienne et islamique), en ce qu'elles sont composées d'une morale, d'un dogme et d'un rite. Plus largement, les traditionnistes mobilisent le concept de Tradition dans une critique commune du « monde moderne » : la modernité occidentale qui s'est développée depuis le XIVe siècle, et de façon accrue depuis la fin du XVIIIe siècle, serait une période de décadence intellectuelle profonde signalée par une rébellion contre l'autorité spirituelle, l'abandon de la métaphysique et l'inversion des rapports hiérarchiques du monde indo-européen traditionnel.
La conception  « traditionniste » de la Tradition est donc d'abord métaphysique avant que d'être historique : elle ne se réfère pas tant à une époque (révolue ou non) ou une forme particulière d'existence, qu'à un Principe transcendant et à une structure générique et sacrale de communion de l'homme avec le Divin, que l'homme peut retrouver hic et nunc au moyen de la connaissance métaphysique et de l'initiation,.
Les traditionnistes emploient également le concept de Tradition Primordiale sous le diminutif de Tradition, avec un t majuscule.

## La Méthode Traditionnelle

### La recherche de l'Unité perdue
Dans la perspective judéo-chrétienne de la chute résultant du péché originel comme celle de la doctrine des cycles d'Hésiode ou encore de l'hindouisme, la vision du monde des traditionnistes est structurée par la sensation d'une perte, la perte de l'âge d'or. À ce sentiment négatif correspond la volonté positive d'un retour aux sources de toutes les expressions du sacré et de l'être humain : l'Unité principielle, "Dieu" selon le vocabulaire occidental, que les humains connaissaient pleinement et directement dans l'âge d'or supposé par la notion de Tradition Primordiale.
L'imaginaire traditionniste se veut ainsi attentif à ce que dit chaque tradition orthodoxe observable et tire de leur commun récit d'un âge d'or la conclusion d'une "Révélation, ou illumination primitive de la pensée humaine". Le postulat est donc qu'à l'unité du Principe de la réalité, Dieu, correspond l'unité d'une révélation primordiale qui s'exprime et se révèle dans les différentes traditions sacrées de l'humanité. Le traditionniste accorde donc un crédit égal aux récits des différentes "religions" qu'il considère comme différents témoignages légitimes d'une même expérience originaire de type métaphysique. La "Méthode Traditionnelle" s'emploie ainsi à "découvrir une unité ou équivalence essentielle de symboles de formes, de mythes, de dogmes, de disciplines au-delà des expressions variées que peuvent avoir les contenus dans les différentes traditions historiques", dans le but de "faire ressortir le caractère universel d'un symbole ou d'un enseignement en le rapprochant d'autres symboles correspondants appartenant à d'autres traditions, afin d'établir la présence de quelque chose de supérieur et d'antérieur à chacune de ces formulations, différentes entre elles, mais pourtant équivalentes".

### Une approche ésotérique
La Méthode Traditionnelle relève ainsi d'une perspective "ésotérique" selon René Guénon, qui considère les divergences voire les oppositions entre les différentes traditions sacrées comme secondes et superflues, c'est-à-dire "exotériques", puisque leur intention première réside dans le fait de faire connaître la vérité divine unique. Cette vérité constitue leur unité doctrinale cachée, d'origine divine, qui les anime de l'intérieur et sans laquelle elles perdent par conséquent toute légitimité,,. En examinant le contenu signifiant des différentes "religions", la Méthode Traditionnelle entend dépasser les exclusions dogmatiques réciproques dans un mouvement "métadogmatique" de coïncidence des opposés. Ainsi, pour Julius Evola, autre grand nom du traditionnisme, "l'introduction de l'idée de Tradition permet de briser l'isolement de toute tradition particulière, en ramenant le principe créateur et les contenus fondamentaux de cette tradition à un cadre plus vaste, par le moyen d'une intégration effective. Elle ne peut faire de tort qu'à d'éventuelles prétentions à un exclusivisme sectaire."

L'École de la Tradition déploie une approche qui ne se veut donc pas limitée au domaine religieux mais pénétrer ce qu'elle considère être son aspect intérieur, la métaphysique. Dans cette perspective, la "synthèse" qu'elle entend faire des différentes expressions doctrinales n'est pas un "syncrétisme" car elle n'entend pas mélanger ni les rites, ni les symboles ni les mythes, mais dresser entre eux des comparaisons. En effet, 
« Le syncrétisme consiste à rassembler du dehors des éléments plus ou moins disparates et qui, vus de cette façon, ne peuvent jamais être vraiment unifiés ; ce n’est en somme qu’une sorte d’éclectisme, avec tout ce que celui-ci comporte toujours de fragmentaire et d’incohérent. C’est là quelque chose de purement extérieur et superficiel ; les éléments pris de tous côtés et réunis ainsi artificiellement n’ont jamais que le caractère d’emprunts, incapables de s’intégrer effectivement dans une doctrine digne de ce nom. La synthèse, au contraire, s’effectue essentiellement du dedans ; nous voulons dire par là qu’elle consiste proprement à envisager les choses dans l’unité de leur principe même, à voir comment elles dérivent et dépendent de ce principe, et les unir ainsi, ou plutôt à prendre conscience de leur union réelle, en vertu d’un lien tout intérieur, inhérent à ce qu’il y a de plus profond dans leur nature.»
Pour René Guénon, la pratique religieuse en général ne concerne que l'aspect exotérique, car essentiellement social et moral, de la Tradition Primordiale. Sa connaissance entend donc dépasser, sans le nier mais en l'assumant dans son intégralité, le point de vue religieux. Épistémologiquement parlant, la connaissance métaphysique pour les traditionnistes ne relève pas simplement de la raison, mais de l'intuition intellectuelle, qui est supra-rationnelle. La connaissance de cette vérité cachée a donc pour but la "réalisation métaphysique" au moyen de rites initiatiques traditionnels distincts des simples rites religieux et inaccessibles au plus grand nombre,. Le christianisme fait néanmoins exception pour Frithjof Schuon et Jean Borella, pour qui les sacrements chrétiens sont bien initiatiques. Quoi qu'il en soit, la Méthode Traditionnelle est à plusieurs égards une "méthode qui est le contraire d'une méthode puisqu'elle maintient les secrets, les épreuves".

### La méthode des concordances
La Méthode Traditionnelle se donne pour but d'accéder à un niveau de connaissance plus profond que celui visé par les approches reposant sur des axiomes rationalistes, en accordant a priori du crédit aux propositions doctrinales des différentes formes traditionnelles et religieuses et en les comparant sur cette base. Il ne s'agit donc pas a priori de dénier aux différentes religions le caractère sacré qu'elles revendiquent à propos de leur contenu doctrinal, mais au contraire de l'accepter selon une approche à la fois comparative et métaphysique, de type intellectualiste (par opposition au rationalisme).
La Méthode Traditionnelle ne relève donc pas, à proprement parler, de "la science comparée des religions universelles, laquelle s'en tient aux deux dimensions de la surface et possède donc un caractère empirique, non métaphysique". Selon cette Méthode, il s'agit de s'élever à l'Idée métaphysique dont les matériaux symboliques, mythiques et rituels des différentes religions sont des véhicules et des manifestations. De ces trois matériaux que sont "le symbole, le mythe et le rite", Mircea Eliade, anthropologue relevant de l'École de la Tradition, dit qu'ils "expriment sur des plans différents et avec les moyens qui leur sont propres, un système complexe d'affirmations cohérentes sur la réalité ultime des choses, système qu'on peut considérer comme constituant une métaphysique",.
La Méthode Traditionnelle cherche ainsi essentiellement à dépasser la "méthode des influences (ou méthode historico-critique)" en élaborant une "méthode des concordances" qui se caractérise, en règle générale, "par deux principes : ontologiquement et objectivement, par le principe de correspondance, qui assure une corrélation fonctionnelle essentielle entre des éléments analogues, en les présentant comme de simples formes homologues d'apparition d'une signification centrale unitaire ; épistémologiquement et subjectivement, par l'emploi généralisé du principe d'induction, entendu ici comme approximation discursive d'une intuition spirituelle, où se produisent l'intégration et l'unification des divers éléments comparés dans une signification unique et dans un principe unique." 

## Origines historiques: de laphilosophia perennisà la Tradition Primordiale

### Pendant l'Antiquité

#### Le concordatisme doctrinal à l'école néoplatonicienne d'Athènes

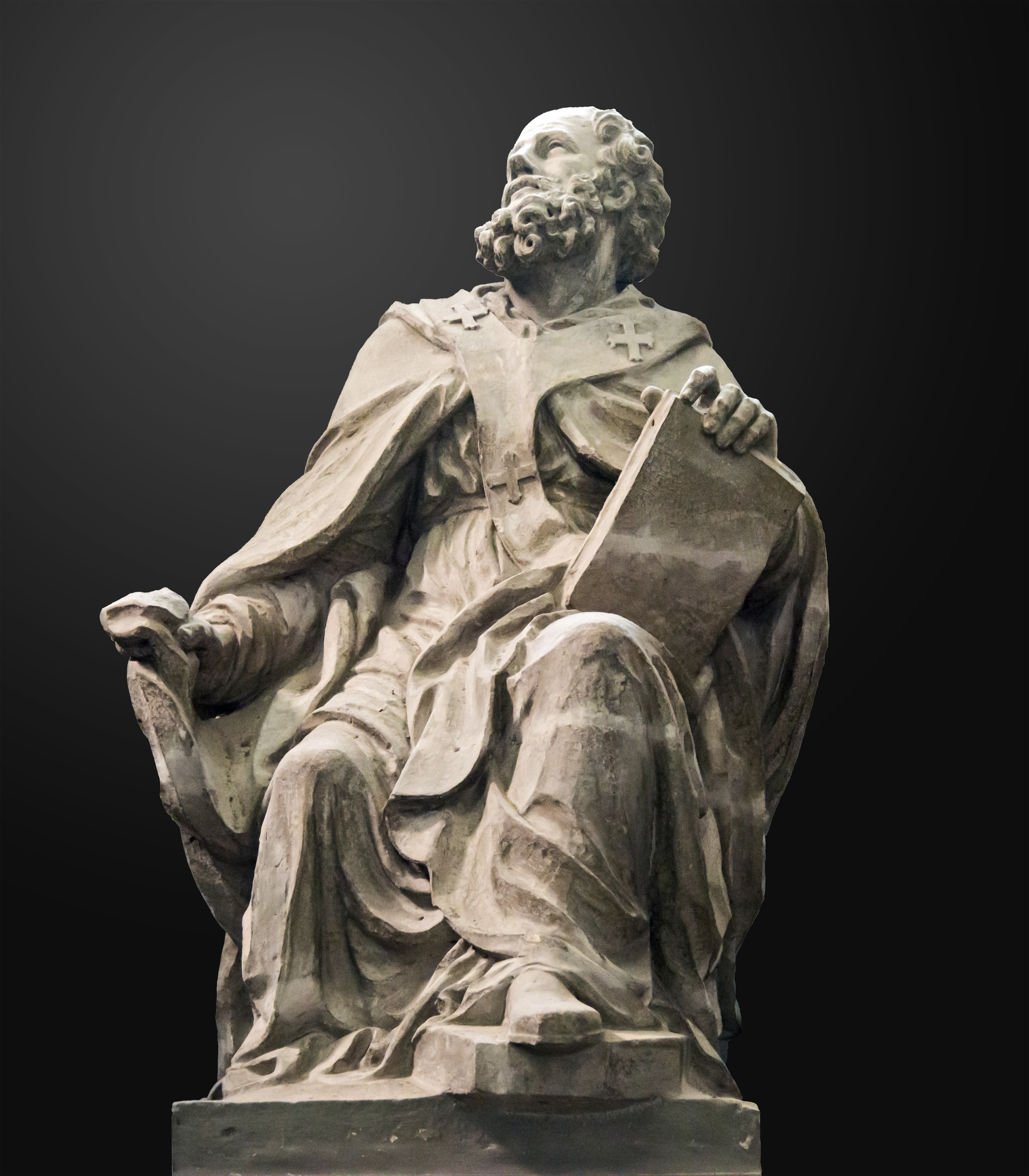
Saint Augustin d'Hippone (354-430)

L'École de la Tradition se constitue autour du postulat selon lequel existe une "philosophie éternelle", c'est-à-dire, selon Joan Halifax, "une unité numineuse sous-jacente à toutes les formes et apparences, les différents mondes de la forme et des apparences étant en même temps conçus comme interdépendants." Cette idée s'enracine dans le programme de recherches qui existait chez les néoplatoniciens de l'école d'Athènes, qui avaient pour but, à partir de Plutarque et le plus nettement chez Proclus, de concilier entre elles les traditions théologiques orphique, pythagoricienne, platonicienne, aristotélicienne, homérique et chaldaïque. Du reste, à en croire Clément d'Alexandrie, Numénius, néoplatoncien du IIe siècle, aurait également déclaré : « Qu'est-ce que Platon, sinon Moïse qui parle grec ? » Si ce témoignage est avéré, les néoplatoniciens dits "païens" étendaient donc même leur sympathie intellectuelle au-delà de l'hellénisme.

#### L'inclusivisme du judaïsme antique
Pour les juifs des deux derniers siècles avant notre ère, la philosophie est un bien qui vient de Dieu. Selon Aristobule de Panéas, philosophe juif appartenant, selon Clément d'Alexandrie, à l'école péripatéticienne, les philosophes grecs ont puisé une grande partie de leurs enseignements dans Moïse. Cette thèse du "larcin des Grecs" est également présente, sous une forme plus sérieuse, chez Philon d'Alexandrie. Selon lui, les philosophes ont accédé aux grandes vérités soit en les empruntant à Moïse, soit par leur propre raison, soit, aussi, par une inspiration directe de Dieu. Un peu plus tard, durant le Ier siècle après J.-C., Flavius Josèphe, dit admirer l'immense sagesse du grec Pythagore.

#### L'inclusivisme doctrinal dans la patristique
En plus des philosophes grecs, essentiellement néoplatoniciens, et des juifs précédemment cités, l'idée de l'universelle vérité présente dans les diverses doctrines se retrouve chez certains pères de l'Église, tels que saint Justin, saint Clément d'Alexandrie, Origène, Pseudo-Denys l'Aréopagite et saint Augustin. Saint Justin de Néapolis (mort en 165), philosophe et martyr, est le premier à formuler la doctrine du Logos Spermatikos, du "Verbe qui ensemence" les esprits en se révélant personnellement à eux, bien qu'imparfaitement et partiellement. Pour lui, ainsi, «Ceux qui ont vécu selon le Verbe sont chrétiens, eussent-ils passé pour athées, comme chez les Grecs Socrate, Héraclite et leurs semblables, et chez les Barbares, Abraham, Ananias, Azarias, Misaël, Elie et tant d'autres. », Pour saint Clément d'Alexandrie, Dieu a même tissé une deuxième Alliance avec les philosophes grecs, préparant sa Révélation christique de manière païenne avec les Grecs, de manière juive avec les Juifs. Pour Clément d'Alexandrie, Moïse n'était d'ailleurs pas le seul à dispenser des enseignements prophétiques, mais des Egyptiens aussi. Plus encore, il étend la philosophie bien au-delà des Grecs et des prophètes Egyptiens : de ses maîtres, dit-il, il y en a eu en « Assyrie les Chaldéens, en Gaule les Druides, en Bactriane les Samanéens, au pays Celtes les philosophes de là-bas, en Perse les Mages — qui par leur magie surent même prédire la naissance du Sauveur et furent guidés par une étoile à leur arrivée en terre Juive —, en Inde les Gymnosophistes et d'autres philosophes barbares ; car ils ont eu deux sortes, dites Sarmanes et Brachmanes. [...] Il y a aussi dans l'Inde ceux qui obéissent aux préceptes du Bouddha qu'ils vénèrent, vu son extrême sainteté, comme un dieu. » Jean Borella développe plus avant en détail sur ces sources patristiques. On peut néanmoins citer, pour finir, à titre d'illustration, le propos de saint Augustin dans ses Retractaciones :

« En soi, la réalité qu'on appelle aujourd'hui “religion chrétienne” existait même chez les anciens, et fut présente depuis le début du genre humain jusqu'à ce que le Christ vienne dans la chair ; et c'est en conséquence de cette venue, que la vraie religion existant depuis toujours, a commencé de s'appeler chrétienne. »

— Saint Augustin, Retractaciones, I, XII, 3,

### Au Moyen Âge

#### En Chrétienté

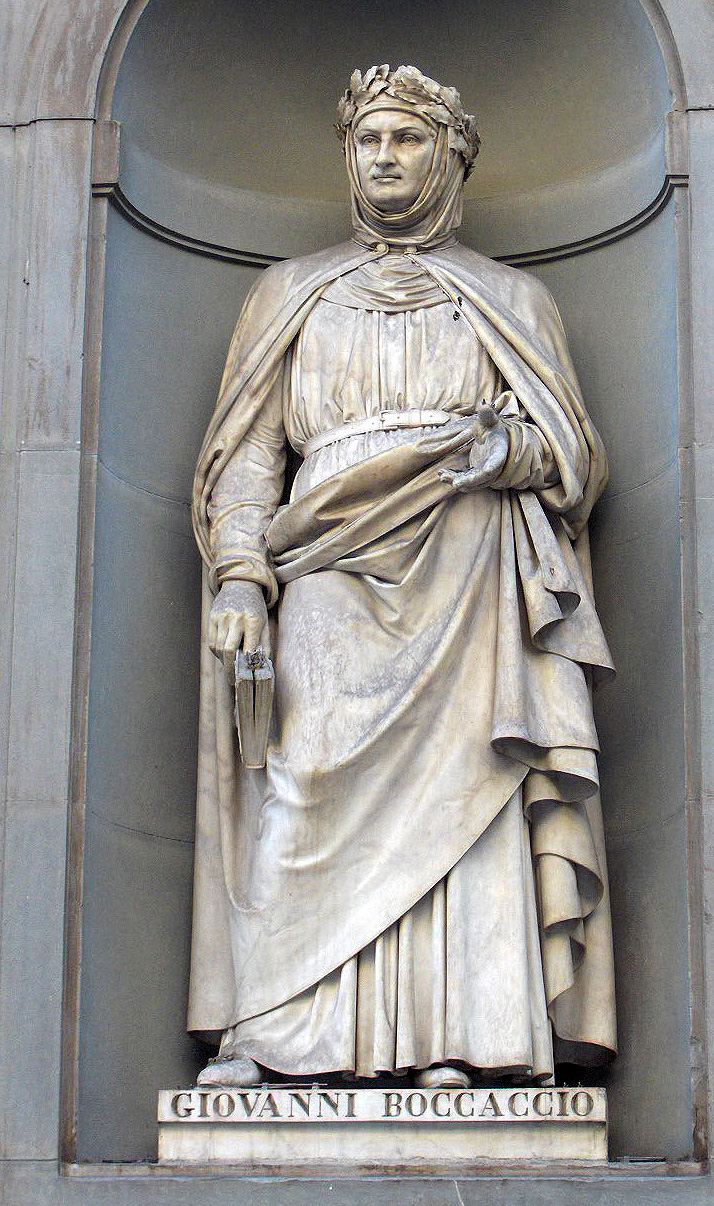
L'écrivain florentin Giovanni Boccaccio (1313-1375). Statue du Piazzale des Offices à Florence.

Au Moyen Âge, on peut observer l'origine de l'idée de Tradition Primordiale en général par la tradition de la fable des trois anneaux, popularisée plus tard par G.E.Lessing dans un sens tout différent de celui de Jean Boccace, qui en est l'auteur. Au début du Décameron, Boccace présente la fable des trois anneaux dans une perspective traditionniste : il défend la thèse d'une vérité ésotérique intrinsèque aux trois monothéismes abrahamiques, par-delà leurs oppositions contingentes. Il illustre cette idée par la fable représentant analogiquement le legs de la vérité divine par le legs d'un père à ses trois fils d'un unique anneau de vérité, répliqué trois fois. On peut donc dire que Boccace est un des premiers penseurs du traditionnisme, c'est-à-dire d'un pluralisme religieux de type perspectiviste et traditionnel opposé à l'approche de Lessing, dont la perspective se rapproche plutôt de celle, laïque, de la tolérance des Lumières :
« Dans la version du conte chez Boccace, les trois anneaux sont authentiques et les trois religions monothéistes vraies, alors que c’est le contraire chez Lessing. L’authenticité des anneaux [selon Lessing] est aussi impossible à prouver que la vraie croyance. » 

A la fin du Moyen Âge, Nicolas de Cues (1401-1464), théologien néoplatonicien fortement influencé par le Pseudo-Denys l'Aréopagite et par Proclus, formule la première théorisation explicite de la Tradition Primordiale. Dans son dialogue irénique De Pace fidei, écrit en 1453 en réponse à la prise de Constantinople par les Turcs, il imagine un concile universel réunissant autour du Verbe, à Jérusalem, les grands sages des différentes traditions. Selon lui, un seul culte existe derrière la diversité des rites, et cette foi unique présupposée par tous les religieux s'enracine dans l'unité d'une "sagesse éternelle" (aeterna sapientia), concept central dans le traditionnisme. Pour lui, 
« Bien qu'apparaisse une différence dans la manière de dire, ce qui est dit est la même chose. [...] Voilà donc comment, tout en étant philosophes d'écoles différentes, vous vous accordez sur la religion d'un Dieu unique, que vous présupposez tous, dès lors que vous professez être des amis de la sagesse. » 

#### En islam
L'un des principaux philosophes de l'islam et grand maître du soufisme, Muhyiddin Ibn ‘Arabi, concevait l'unité des diverses religions aussi bien abrahamiques que non-abrahamiques par-delà leurs divergences apparentes. « En somme, selon la plupart des intellectuels musulmans, Ibn Arabi excelle dans l'approche de l'idée de la "double vérité" religieuse, selon laquelle les textes islamiques sacrés ont deux composantes : d'une part, des énoncés dogmatiques d'expression littérale à portée de tous les fidèles et, d'autre part, des sens occultes accessibles uniquement à une élite d'initiés. » La théorie akbarienne (c'est-à-dire d'Ibn Arabi) de la concorde ésotérique et spirituelle des différentes religions s'illustre dans ce poème tiré de L'interprète des désirs (Tarjumân al-Ashwâq) : 
« Mon cœur est devenu capable de toute forme : il est un pâturage pour les gazelles et un couvent pour les moines chrétiens, et un temple pour les idoles, et la Kaabah du pèlerin, et la table de la Thorah et le livre du Qorân. Je suis la religion de l’Amour, quelque route que prennent ses chameaux ; ma religion et ma foi sont la vraie religion. », 

Autre exemple remarquable : Qutb al-Din Aškevari, chiite et soufi à la fois, rédige une vaste histoire universelle de la sagesse, depuis le premier homme Adam jusqu'à son propre temps (XVIIe siècle). Les poètes et philosophes grecs (Homère, Pythagore, Thalès, Anaxagore, Socrate, Platon, Aristote, Diogène, etc.) y sont particulièrement à l'honneur : 
« La plupart des hommes d'intelligence faible pourraient s'imaginer que les propos et les arguments des sages philosophes sont contradictoires avec les Lois divines apportées par les prophètes, mais il n'en est pas ainsi. »

### A la Renaissance
Nicolas de Cues est  identifié par les historiens comme une des sources doctrinales du traditionnisme guénonien,, parce que c'est lui qui pose les bases explicites du programme de "concorde des philosophies" que systématisera le grand chercheur de la Renaissance Marsile Ficin dans un retour à la Prisca Theologia,. C'est néanmoins à partir de Francesco Zorzi et Agostino Steuco, disciples de Pic de la Mirandole, qu'un livre intitulé le De perenni philosophia apparaît, en 1540. Agostino Steuco, né Guido degli Stuchi, était un chanoine régulier de Saint Augustin depuis 1513. C'était un grand orientaliste, responsable de la bibliothèque du Vatican en 1538. Dans son De perenne philosophia, il soutient que la théologie chrétienne repose sur des principes universels antérieurs à la Révélation chrétienne, déduisant à partir de là, l'unité de la pensée humaine. Quant aux autres humanistes chrétiens : 
« Ils manifestent un intérêt marqué pour les innombrables écoles et sectes philosophiques (depuis les pythagoriciens jusqu'aux cyniques) qui ont été pourchassées par les autorités chrétiennes des derniers siècles de l'Empire romain. »

### À l'époque moderne

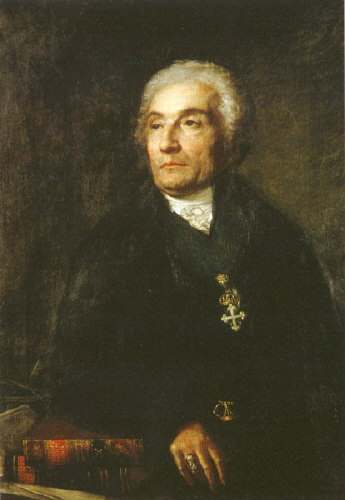
Joseph de Maistre (1753-1721)

Le syntagme de "philosophie pérenne" ou "philosophie éternelle" est repris et popularisé à l'époque moderne par le philosophe Leibniz, qui dispose des livres d'Agostino Steuco et de Nicolas de Cues. Ainsi, dans sa lettre à Rémond de 1714, il explique que la vérité est plus répandue qu'on ne le pense et que, en redécouvrant les traces de vérités présentes chez les Anciens, on exhumerait une « certaine philosophie éternelle (perennis quaedam philosophia) ». La Kabbale chrétienne (1486-1629), à laquelle appartenait Pic de la Mirandole, mais aussi, le rosicrucianisme et la théosophie chrétienne allemande du XVIIe siècle, particulièrement en la personne de Jacob Boehme, ont contribué, par tous leurs aspects ésotériques, à l'élaboration progressive du concept de Tradition Primordiale en relativisant l'horizon dogmatique dans l'expérience religieuse et en intégrant dans leur économie les mystères des autres religions. Aussi voit-on, dans les milieux occultistes des XVIIIe et XIXe siècles, se développer le vocabulaire de "révélation primitive", d’A. Fabre d’Olivet (1768-1825) à A. Saint Yves d’Alveydre (1842-1909). Mais chez eux, comme dans la "science catholique" du XIXe siècle et les spéculations de Hiéron de Paray-le-Monial, la "révélation primitive" n'est encore vue que comme une prémanifestation du christianisme :  
« En d’autres termes, dans une telle perspective, il s’agissait d’interpréter des monuments et des signes compris comme annonçant l’avènement historique plus ou moins prochain de la religion chrétienne, conçue comme un accomplissement ultime, et non d’admettre l’existence d’une tradition spirituelle première et unique, d’origine non-humaine, dont les religions historiques, christianisme inclus, seraient dérivées. Il n’était donc pas question ici, au contraire même, de tendances à l’universalisme religieux, ni à mettre d’autres messages ou révélations sur un pied d’égalité avec la religion chrétienne. Encore moins à faire descendre celle-ci d’une « Tradition primordiale », à l’aune de laquelle il faudrait évaluer sa « conformité ».» 
Par ailleurs, Joseph de Maistre, écrivain et penseur catholique ultra-montain en même temps que franc-maçon du Rite Écossais Rectifié, qui considérait Platon comme "la préface humaine de l'Evangile", fut une des principales références des adeptes de l'ésotérisme du XIXe siècle, et une grande référence, aussi, de René Guénon.
Aldous Huxley, contemporain de Guénon, est quant à lui l'auteur d'un livre dense et savant, La philosophie éternelle (1945), mais aussi nombreux soient les rapprochements possibles entre les deux auteurs, sa perspective n'est néanmoins pas celle du traditionniste Guénon.

## Influences doctrinales

### Lesanatana dharmahindou
La Tradition Primordiale est pensée par ses théoriciens comme étant l'origine « non-humaine » (apurusheya, suivant l'expression des upanishad) de la connaissance universelle, ainsi que l'origine commune de toutes les traditions spirituelles de l'humanité. En ce sens, ce concept emprunte explicitement chez René Guénon au concept de sanatana dharma dans l'hindouisme, qu'il préfère au concept de philosophia perennis en raison de sa référence à un horizon supérieur, selon lui, à celui de la philosophie. Il préfère également ce concept sanskrit parce qu'il signifie expressément l'« éternité » divine, et non la « pérennité », dont l'ambiguïté révèle une certaine dépendance à la temporalité.

### La méthode exégétique
L'opposition exotérisme / ésotérisme, mentionnée entre autres par René Guénon, se retrouve dans la distinction tafsîr / ta’wîl de la tradition islamique. Cette exégèse distingue deux grands sens de l'Écriture :
- Zâhir : sens exotérique, apparent, littéral.
- Bâtin : sens ésotérique, "occulte", "secret".

Cette binarité herméneutique diffère de la méthode quadripartite juive dite du Pardes, qui identifie les sens littéral (Pershat), allégorique (Remez), homélitique (Drash) et mystique (Sod). La tradition chrétienne, quant à elle, identifie usuellement quatre niveaux de lecture dans l'interprétation de l'Écriture.[réf. souhaitée]

## Usages de la Tradition Primordiale

### Dans le monde universitaire

#### En philosophie

##### Georges Vallin (1921-1983) et la philosophie non-dualiste
Georges Vallin fut professeur de philosophie à l'Université de Nancy. Il publie en 1956 deux thèses universitaires sous la direction de Jean Wahl : Être et individualité et La Perspective métaphysique. Dans la première il expose en profondeur, au long de 506 pages denses, une "phénoménologie de l'homme moderne". S'inspirant délibérément des trois "stades" esthétique, éthique et religieux de Kierkegaard, il dégage trois visées structurelles fondamentales de la conscience moderne, qui s'enchaînent l'une à l'autre par voie de conséquence sinon chronologique, au moins logique. La première, cosmologique et objectivante, ramène le temps au déroulement d’un devenir purement rationnel, mais qui ignore la singularité (Aristote, Spinoza, Hegel, etc). La deuxième, esthétique, privilégie les données immédiates : le "vécu" intuitif, la durée imprévisible, ces données où l’individu s’éprouve et se perd dans la jouissance ou la création. Enfin, la troisième achève la déchéance de la conscience moderne : c'est la visée négative, de type sartrienne, «dans laquelle l’individu ne se conquiert qu’en refusant aussi bien le monde objectif de la première visée que celui du vécu possessif de la deuxième. Ici, la temporalité est saisie comme le lieu de notre échec, de notre mort, de notre néant : la singularité de l’être individuel est découverte comme un vide.»  C'est ce qui donne lieu au cœur la spéculation de Georges Vallin : l'opposition des deux vides. En effet, le "néant" sartrien constitue pour Vallin une "indétermination de pauvreté", un vide par en bas, d'indigence, qui est l'aboutissement de la conscience moderne. À son exact opposé, Vallin est emmené à retrouver un autre vide qui se définit par en haut, une "indétermination de plénitude", informelle non pas par destruction, par défaut et négation des formes, mais par excès et abondance de sens et d'être : c'est l'Absolu, le Soi hindou, l'Un plotinien, la Déité sur-essentielle eckhartienne ou le Non-Autre cusain.
En ce sens, La perspective métaphysique, dont Paul Mus, professeur au Collège de France, rédige l'avant-propos à la deuxième édition, est l'introduction à Être et individualité. Dans l'introduction de son livre, Georges Vallin rend explicitement hommage à René Guénon, dont la découverte a été pour lui déterminante. Sa lecture l'emmène à conceptualiser le mouvement "métadogmatique" des mystiques et gnostiques d'Orient et d'Occident qui, sans s'opposer aucunement au dogme, le dépassent de l'intérieur. Héritier du traditionnisme guénonien, Georges Vallin n'envisage pas les grandes "métaphysiques" d'Orient et d'Occident au pluriel, comme des systèmes irréductibles entre eux, mais au contraire comme de simples formulations différentes d'une même pensée "Non-Dualiste" (advaita hindou). Le Non-Dualisme, en effet, autant dans l'hindouisme que dans le paganisme antique ou le christianisme, pour ne citer qu'eux, cesse d'envisager Dieu comme séparé ou s'opposant dialectiquement au monde et au créé, mais comme constituant au contraire son essence intime, parce qu'en lui réside la "coïncidence des opposés", la résolution de tout dualisme possible parce qu'il est le Principe unique de toute réalité possible et imaginable : il est le Réel en tant que tel, l'unité indépassable de tout concept et de tout être possible.
En envisageant de tels croisements doctrinaux dans un même esprit métaphysique, Georges Vallin est donc un des pionniers français de la philosophie comparée. Son grand apport conceptuel en la matière, la théorie métaphysique des "deux vides", est synthétisée dans le dernier chapitre de ses Lumières du Non-Dualisme (1987), recueil d'articles rassemblés et mis en ordre par le philosophe Jean Borella, lui-même élève de Georges Vallin ainsi que de Raymond Ruyer.

##### Jean Borella (1930 -) ou la reprise catholique du traditionnisme

###### La critique de l'ésotérisme: du binaire au ternaire herméneutique
Jean Borella, agrégé de l'université, docteur ès Lettres, a enseigné la métaphysique et l'histoire de la philosophie ancienne et médiévale à l'université de Nancy II jusqu'en 1995. Eminent théoricien et historien du symbole religieux,, son positionnement à l'égard du concept guénonien de Tradition Primordiale consiste en sa reprise philosophique à l'intérieur du cadre religieux catholique. Son objection au guénonisme consiste à montrer que les sacrements de la religion catholique sont bien initiatiques, et qu'ils ne sauraient souffrir la concurrence d'autres rites initiatiques dans le cadre du christianisme.
Pour ce théoricien de l'herméneutique, élève de Paul Ricœur, en effet, on ne saurait penser ce concept général en faisant abstraction des doctrines dans lequel il se rapporte et prend son sens :  "ésotérique" et '"exotérique" désignent des aspects herméneutiques qui se rapportent toujours à des revelata. L'enjeu est donc sémantique pour Borella : on ne saurait abstraitement parler des religions sans faire attention à ce qu'elles disent d'elles-mêmes. C'est pourquoi, en adoptant le point de vue du "philosophe chrétien", Jean Borella juge bien plus rigoureux et honnête de penser la Tradition universelle de l'humanité à l'aune de ce que le "mystère chrétien" dit de lui-même. C'est pourquoi Jean Borella identifie une approche bicéphale des traditions sacrées chez René Guénon. À celle-là, limitée selon lui au dualisme ésotérisme / exotérisme, il oppose une approche ternaire ou triangulaire qui prend en compte l'articulation de ces deux pôles autour de la doctrine révélée auxquels ils se rapportent : ésotérique / exotérique / revelatum. Ce dernier en effet est le seul objet unique, tandis que les approches ésotérique et exotérique ne sont que des perspectives herméneutiques.
La conséquence d'une telle objection est la relativisation de l'idée de la Tradition Primordiale, en l'envisageant plus sous un mode négatif ou "apophatique" plutôt que sous un mode positif ou "cataphatique" : il ne s'agit pas tant d'une unité de doctrine que de l'unité de l'Objet (le Divin) visé et présupposé par les diverses religions, du message propre desquelles on ne saurait légitimement s'abstraire. Plus largement, à l'idée schuonienne d'une unité transcendante des religions, Jean Borella dit préférer l'idée d'une unité transcendantale des religions, « dans la mesure où transcendantal désigne, en philosophie, ce qui dépasse toutes les catégories sans constituer soi-même un genre. »

###### De la Tradition Primordiale au Christ primordial: recentrer la gnose universelle sur l'Incarnation
Borella opère donc un retour aux sources de la patristique et actualise l'ancienne théologie chrétienne des logoi spermatikoi, des "nombreuses semences de vérité et de sanctification" présentes en dehors du catholicisme dont parle la constitution dogmatique Lumen Gentium de Vatican II, et développe un christocentrisme proche du P. Jacques Dupuis. Pour Borella, la Tradition Primordiale désigne en effet la "chose Christ", à laquelle toutes les religions traditionnelles ont accès parce qu'il les meut dans tout ce qu'elles ont de bon et de vrai, mais dont la plénitude se révèle dans la Révélation du "nom" de Jésus-Christ, dans le mystère de l'Incarnation. Par l'Incarnation se révèle l' "Universel concret" qui fait remonter l'homme à la "gnose originelle". La Croix, en effet, est la détermination géométrique du point : en tant que ponctuel, le « fait métaphysique » trinitaire n’a pas pour but de constituer une gnose concurrente d’une autre, mais de « fixer » la gnose universelle. La religion chrétienne est ainsi la "situation de la gnose". Sa foi constitue pour Jean Borella le point de repère de la sagesse universelle bel et bien présente dans les autres écoles et traditions de l'humanité,.
Les sacrements chrétiens, que l'Église Catholique qualifie elle-même d' "initiatiques", constituent quant à eux d'authentiques voies d'accès effectives à l'union divine, pourvu que le croyant adopte un "certain esprit d'ésotérisme" en méditant et en cultivant la connaissance à la fois métaphysique, symbolique et éthique de la Révélation.

#### En histoire des religions

##### Mircea Eliade (1907-1986): une conception générique du sacré

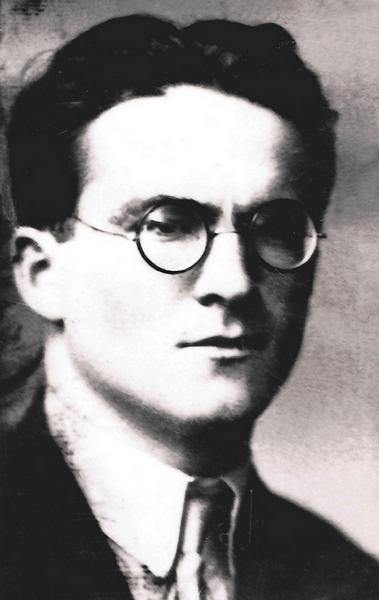
Le jeune Mircea Eliade (1907-1986)

Mircea Eliade est un grand nom de l'histoire comparée des religions. Savant mythologue, phénoménologue des religions et écrivain roumain, Eliade place au cœur de l'expérience humaine la notion du "sacré". Il développe de nombreux thèmes chers à René Guénon, dont il était un lecteur et un admirateur et présenté à Carl Schmitt comme "guénonien". Les thèmes qu'il reprend à Guénon sont, en particulier, sa critique du monde moderne, l'initiation, le sens du sacré et surtout le symbolisme,. À propos de ce dernier, il ne cache pas son appartenance doctrinale à l'idée de Tradition Primordiale, qui constitue en substance un leitmotiv de son œuvre : 
« Pour l'homme religieux, la sacralité est une manifestation plénière de l'Être. Les révélations de la sacralité cosmique sont en quelque sorte des révélations primordiales : elles ont eu lieu dans le plus lointain passé religieux de l'humanité, et les innovations apportées ultérieurement par l'Histoire n'ont pas réussi à les abolir.»
 Pour Mircea Eliade, la symbolique utilisée par les diverses religions s'insère en effet dans une structure symbolique préexistante qui a valeur d'objectivité : chaque ordre symbolique a une signification métaphysique qui lui est propre que les révélations ne nient pas mais utilisent et actualisent. Au sens large, Mircea Eliade s'est employé à exhumer des continuités, des unités génériques et des concordances historiques et symboliques entre les cultures et les religions pour mettre en évidence leur structure primordiale commune. Cette Méthode très féconde lui vaut néanmoins aujourd'hui des contestations en anthropologie : l'hypothèse "diffusionniste" de Mircea Eliade à propos du chamanisme est remise en cause par Philippe Descola. Pour lui, l'idée d'une « forme de religion archaïque définie par des traits typiques » survalorise le rôle effectivement observable des chamanes dans les sociétés étudiées, et fait fi, par ailleurs, d'une diversité réelle plus grande que celle envisagée par Eliade.

#### En histoire de l'art

##### Ananda Kentish Coomaraswamy (1877-1947): approche comparée des religions, art sacré et patrimoine universel

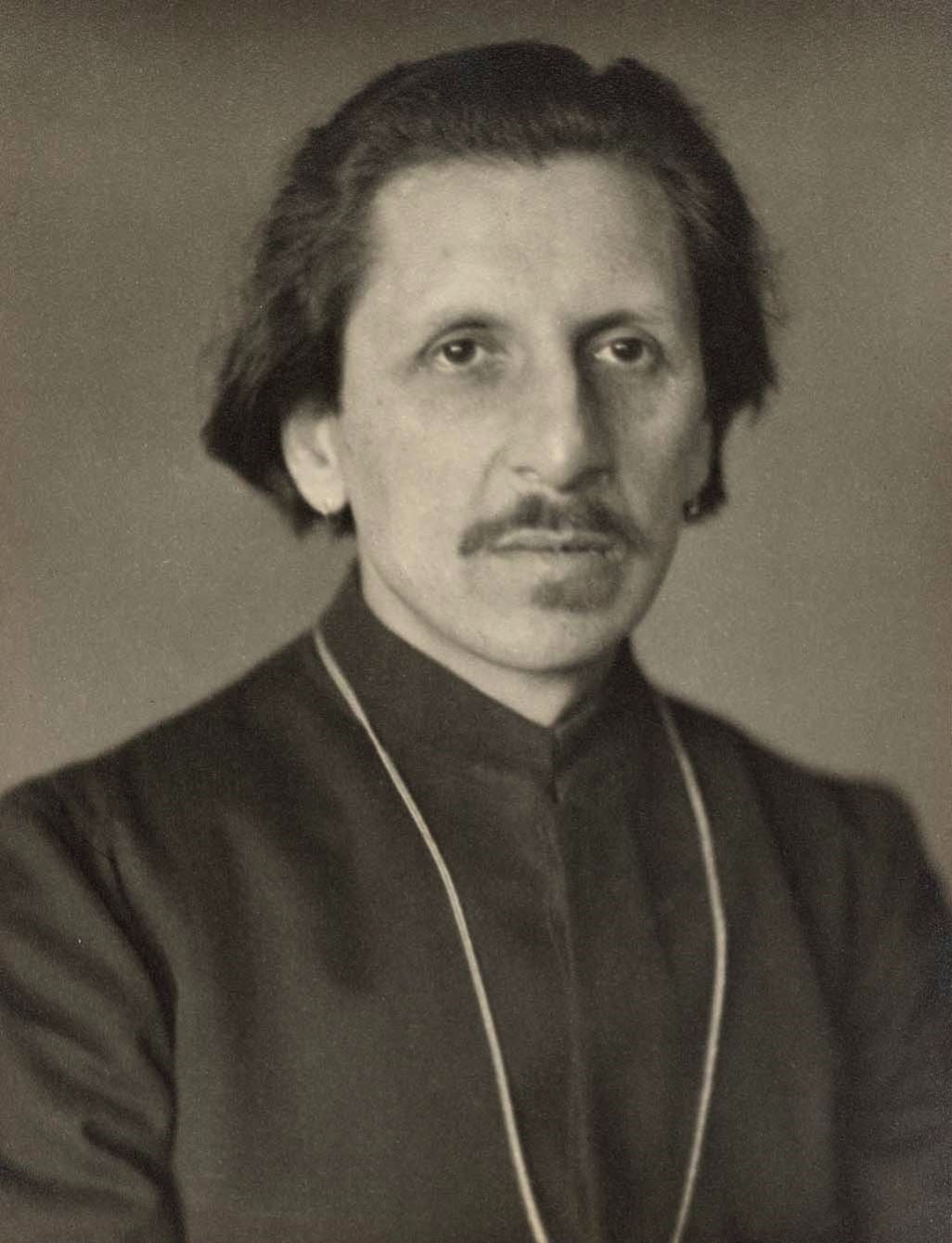
Ananda Kentish Coomaraswamy (1877-1947)

Ananda K. Coomaraswamy fut un très éminent historien de l'art et métaphysicien srilankais cofondateur, à bien des égards, de l'école pérennialiste. Conservateur de musée, spécialiste de l'art indien et cingalais ainsi que de l'hindouisme et du bouddhisme, il a publié des ouvrages théoriques fondamentaux sur ces sujets. Ce faisant, il a contribué à la découverte et à la compréhension de la culture indienne par le monde occidental, aussi bien sur les plans historique, artistique, philosophique que symbolique.
En faisant de l'hindouisme et du bouddhisme les rameaux d'une même tradition primordiale, il corrige René Guénon au sujet de la religion du Bouddha en lui faisant admettre l'orthodoxie bien réelle du bouddhisme, non pas certes au regard de l'hindouisme (circonstances historiques obligent), mais de la Tradition. Il le corrige également sur des points de doctrine telle que la traduction et la compréhension de la Mâyâ hindoue,.
Fils d'un père hindou et d'une mère européenne, il embrassait d'un même mouvement les aspects traditionnels des deux civilisations orientale et occidentale. Pour lui, le Vedânta et le platonisme relevaient l'un et l'autre d'une seule et même origine, et il avait une égale connaissance précise et pénétrante des patrimoines spirituels et artistiques d'Orient et d'Occident. C'est même lui qui fait connaître à René Guénon, semble-t-il, la mystique spéculative de Maître Eckhart.
Parmi quelques-uns de ses ouvrages majeurs, on peut citer :
- Aspects de l'hindouisme (6 essais), Archè-Milan, 1988 -  (ISBN 88-7252-019-3) ;
- La Signification de la mort. Études de psychologie traditionnelle, Archè-Milan, 2001 -  (ISBN 88-7252-229-3) ;
- Les symboles fondamentaux de l'Art Bouddhiste, Archè-Milan, 2005 -   (ISBN 88-7252-266-8) ;
- La théorie médiévale de la Beauté, Archè-Milan, 1997 -   (ISBN 88-7252-181-5) ;
- La philosophie chrétienne et orientale de l'art, Pardès (1990) ;
- Transformation de la Nature en Art -Les théories de l'art en Inde, Chine et Europe médiévale, chez l'Âge d'Or-Delphica (1994).

### Dans le monde extra- et para-universitaire

#### René Guénon (1886-1951), pionnier contemporain de l'École de la Tradition

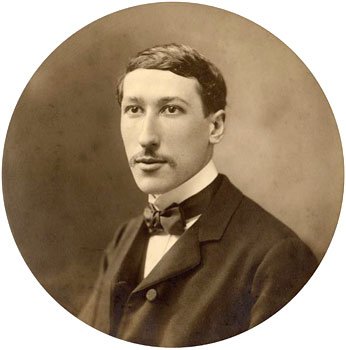
René Guénon (1886-1951)

René Guénon, à bien des égards, est le fondateur de ce que l'on nomme aujourd'hui l'école de la « Tradition », toujours avec un 'T' majuscule.
La Tradition selon la perspective de René Guénon consiste dans l'idée que l'ensemble des « formes traditionnelles », c'est-à-dire des diverses traditions spirituelles du monde, ne s'opposent et ne diffèrent qu'extérieurement, exotériquement. En réalité, leurs correspondances symboliques, mythiques et rituelles montrent qu'elles dépendent toutes d'un « Principe » unique, la Tradition primordiale, qui est « la source première et [le] fonds commun de toutes les formes traditionnelles particulières ». Ce « Principe » commun  constitue l'unité d'une même doctrine, d'une même sagesse à laquelle elles donnent accès comme toutes autant de rayons menant à un unique centre divin. En vertus des lois cycliques, la Tradition Primordiale est allée en s'occultant au fil de l'histoire humaine, et s'est rappelée à l'ensemble des hommes par ses différentes révélations s'adaptant depuis l'origine à la mentalité et aux exigences de chaque « race » (selon le vocabulaire de son époque) suivant les conditions de temps et de lieu. Guénon identifie la Tradition primordiale à la notion de sanatana dharma dans l'hindouisme.
Jean Tourniac explique à propos de la Tradition primordiale selon Guénon:
« 
la norme et le pivot, le germe impérissable de tout le « sacré », de tout l'Univers manifesté macrocosmique et microcosmique, le fondement de toutes les traditions secondaires et des diverses religions, le dépôt éternel de la doctrine et de la Connaissance, en un mot le Temple de la Vérité éternelle, c'est [...] la Tradition primordiale.
 »

#### Louis Cattiaux (1904-1953), la synthèse des grandes traditions
Correspondant de René Guénon, Louis Cattiaux a étudié attentivement les écrits des différentes grandes traditions (Livre des morts égyptien, Ancien et Nouveau Testament, Coran, Tao te king, ouvrages hermétiques et alchimiques, etc.), dont il offre une sorte de synthèse originale, exprimée en courtes sentences disposées en deux colonnes et réunies en quarante chapitres. Charles d'Hooghvorst, disciple de Cattiaux comme son frère Emmanuel d'Hooghvorst, commente cette synthèse, intitulée Le Message Retrouvé, de la manière suivante :
« 
Ce Message n'est pas nouveau, il n'affirme rien qui n'ait déjà été dit et redit, et les citations qui ouvrent et qui ferment chacun des quarante livres en font foi.
 »
La chose n'échappa pas à Guénon qui s'en ouvrit dans une de ses lettres adressées à Cattiaux. Ce dernier écrivit à un autre correspondant :
« 
Je vous demande de bien vouloir rapprocher constamment l'enseignement du livre des Pères du Taoïsme avec celui des évangiles et vous découvrirez l'identité métaphysique de ces paroles étonnantes. Quant à ce qui est caché derrière, il vous suffira de lire le Message dans son entier pour le voir paraître.
 »

#### Emmanuel d'Hooghvorst (1914-1999), la pensée hermétique du traditionnisme
Disciple de Cattiaux, Emmanuel d'Hooghvorst s'inspire du Message Retrouvé pour rédiger son œuvre maîtresse, en deux tomes, Le Fil de Pénélope. L'accent y est mis plus explicitement sur le sens kabbalistique, hermétique et alchimique des différentes traditions. L'auteur élargit la perspective à des domaines moins abordés, ou délaissés, par Cattiaux, tels que les anciens auteurs grecs et latins, les contes et les tarots. Son frère, Charles d'Hooghvorst, présente l'ouvrage en ces termes :
« 
Certains s'étonneront peut-être en lisant le sommaire de ce recueil, où voisinent les Contes de Perrault et l' Odyssée, la Cabale judaïque et l' Énéide, les Tarots et l'Alchymie ; mais la diversité des thèmes n'est pas nécessairement dispersion.
 »
Dans une lettre adressée à son frère, Emmanuel d'Hooghvorst résume lui-même le point de vue traditionniste qui anime ses écrits :
« 
Les textes rabbiniques confirment d'une façon si complète, et Le Message [Retrouvé], et tout ce que Cattiaux nous disait, que vraiment, c'est la même chaîne qui se ressoude à travers le temps. Rien d'étonnant non plus que les enseignements de l'hermétisme paraissent identiques, j'ai fait moi aussi bien souvent cette expérience.
 »

#### Julius Evola (1898-1974), la pensée politique du traditionnisme

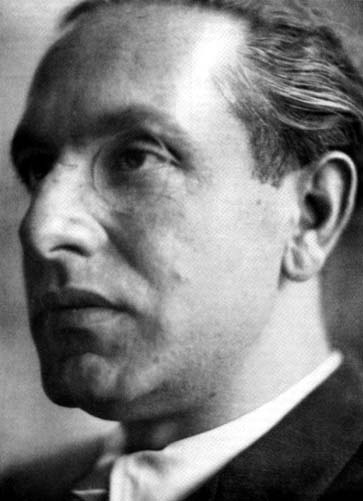
Julius Evola (1898-1974)

Julius Evola est philosophe, peintre, poète et artiste italien. Il était à la fois métaphysicien et penseur politique, les deux aspects étant étroitement solidaires chez lui, contrairement à René Guénon dont le tempérament était réputé contemplatif du début à la fin de sa vie et de son œuvre. Julius Evola est l'auteur d'une œuvre très considérable, dense et relevant clairement de la recherche para-universitaire, en particulier dans sa Métaphysique du sexe (1958) dont le caractère solidement référencé fit dire à Marguerite Yourcenar qu'Evola fut un « érudit de génie ». La philosophie de Julius Evola se situe à la croisée de Friderich Nietzsche et de René Guénon, comme le démontre Jean-Paul Lippi. Réputé, en particulier dans sa jeunesse, pour son anti-christianisme sulfureux et fascisant, contrairement à son contemporain René Guénon, ses positions évoluèrent dans un sens plus concordataire, en même temps que davantage contemplatif, au fil de sa vie (cf. Jean-Paul Lippi). Aussi vint-il, malgré son premier livre de jeunesse Impérialisme païen, à se positionner contre la "parodie" du "néopaganisme":  « N’oublions pas, écrit-il, que le catholicisme peut remplir une fonction de “barrage”, car il est porteur d’une doctrine de la transcendance : aussi peut-il, dans une certaine mesure, empêcher que la mystique de l’immanence et la subversion prévaricatrice venue d’en-bas ne dépassent un certain seuil. »
Dans L'arc et la massue, Julius Evola donne sa conception exacte de la Tradition Primordiale : pour lui, il existe une « unité transcendante [...] de toutes les grandes traditions spirituelles ». « Du point de vue traditionnel, poursuit-il, celles-ci apparaissent comme "homologables", comme des formes variées et plus ou moins complètes d'une sapientia perennis, comme des émanations d'une tradition primordiale intemporelle. Les différences ne concernent que l'aspect contingent, conditionné et impertinent de chaque tradition historique particulière, et aucune tradition ne peut prétendre détenir, en tant que telle, le monopole de la vérité absolue.»
En vertu de sa perspective politique, Julius Evola « se réclame d'une Tradition primordiale et universelle, d'origine hyperboréenne, et s'inspire pour cela des travaux de René Guénon, Hermann Wirth et Johann Jakob Bachofen. D'après cette Tradition, les fonctions sont réparties par un système hiérarchisé de castes, en quatre parties, selon la terminologie hindoue : chefs religieux (« brahmanes »), noblesse guerrière (« kshatriya »), bourgeoisie marchande (« vaishya ») et serfs (« shudra »). Pour l'auteur italien, l'appartenance à une caste prime sur celle à une nation, c'est pourquoi il est favorable à un pouvoir impérial et fédératif, plutôt qu'à un nationalisme intégral de type maurrassien. L’État est bâti autour d'un centre, incarné dans la personne d'un chef spirituel et temporel, le monarque sacré. Contrairement à René Guénon, pour qui l'autorité spirituelle a le pas sur le pouvoir temporel, Evola estime que la figure du monarque dépasse les deux fonctions. Il se positionne contre la démocratie et surtout le communisme qu'il considère aussi comme l'échelon le plus bas à atteindre sur l'échelle du politique.»

Au reste, René Guénon meurt avant le concile Vatican II tandis que Julius Evola n'expire que neuf ans après sa fin. Il a donc le temps de commenter l'œcuménisme alors mis en place par l'Église, et, contrairement à ce que son rejet de l'exclusivisme religieux laissait à penser, il estime que l'unité vers laquelle se dirige le catholicisme n'est qu'une contrefaçon d'unité, uniformisante et soumise au monde moderne. À l'inverse, il considère qu'une unité réelle, c'est-à-dire spirituelle, entre les religions ne peut se faire que "par en haut", et non "par en bas" : 
« Sur le plan des religions, seule est valable l'unité transcendante, réalisée par en haut : l'unité qui résulte de la reconnaissance de la Tradition Une au-delà de ses diverses formes particulières et historiques, la reconnaissance des contenus métaphysiques constants qui se présentent sous des revêtements divers - comme autant de traductions en plusieurs « langues » - dans les multiples religions et traditions sacrées du monde. La condition indispensable, c'est donc la compréhension « ésotérique » de ce qui se manifeste à travers la variété confuse et parfois contradictoire des religions et des traditions. La rencontre, par conséquent, ne pourra se faire qu'au sommet, au niveau d'élites capables de saisir la dimension interne et transcendante des diverses traditions ; alors l'unité suivrait automatiquement et des « dialogues » pourraient avoir lieu sans troubler les limites propres à chaque tradition au niveau de la « base » et de la doctrine externe. Mais il n'y a rien de semblable dans les récentes initiatives réformistes qui ont suscité l'« euphorie œcuménique ». II s'agit essentiellement d'une simple tolérance qui renonce plus ou moins au dogme.»

#### Frithjof Schuon (1907-1998), théoricien de l'ésotérisme absolu

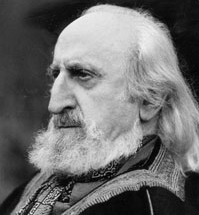
Frithjof Schuon (1907-1998)

Dans ses écrits, Frithjof Schuon étend les thématiques guénoniennes à un ensemble d'autres sujets tout en prolongeant, affinant et précisant les idées maîtresses de Guénon. Dans L'unité transcendante des religions (1948), un de ses maître-ouvrages, il envisage l'unité des différentes religions fondées sur une même sagesse ésotérique, c'est-à-dire inaccessible au plus grand nombre. Dans sa préface, il confirme la critique guénonienne de la philosophie en rappelant que celle-ci n'est que d'ordre rationnel et se limite donc au niveau individuel. Quant à la métaphysique pure, elle relève, non de la raison, mais de l'intuition intellectuelle donc supra-rationnelle ; étant intemporelle, essentielle, primordiale et universelle, Schuon se réfère à cette métaphysique en tant que philosophia perennis, religio perennis ou sophia perennis, en fonction de telle ou telle accentuation.
Dans L'ésotérisme comme principe et comme voie (1978), il défend l'idée d'un « ésotérisme en soi, que nous appellerions volontiers sophia perennis et qui en lui-même est indépendant des formes particulières puisqu'il en est l'essence». Patrick Riggenberg affirme que Schuon se distancie de la notion guénonienne de Tradition Primordiale, qui lui apparaîtrait comme trop historiciste : « De fait, si Schuon reprend de Guénon l’idée d’une tradition primordiale, origine anhistorique des traditions manifestées dans l’histoire, il lui reproche en même temps de n’avoir qu’une fonction limitée, en quelque sorte cosmique et cyclique. Or, Schuon s’intéresse bien plus à comprendre la racine des religions en Dieu, que de retracer leur filiation terrestre à partir d’une tradition primordiale. Son emploi du terme de religio perennis le dit bien : il s’agit d’une connaissance universelle et immuable (perennis), qui relie (religio) directement au Ciel. Avec la religio perennis et la sophia perennis, Schuon fait de l’idée d’universalité des traditions un lien sapientiel et spirituel permanent avec le Divin.»

#### Raymond Abellio (1907-1986) et la "nouvelle gnose": une phénoménologie de la désoccultation

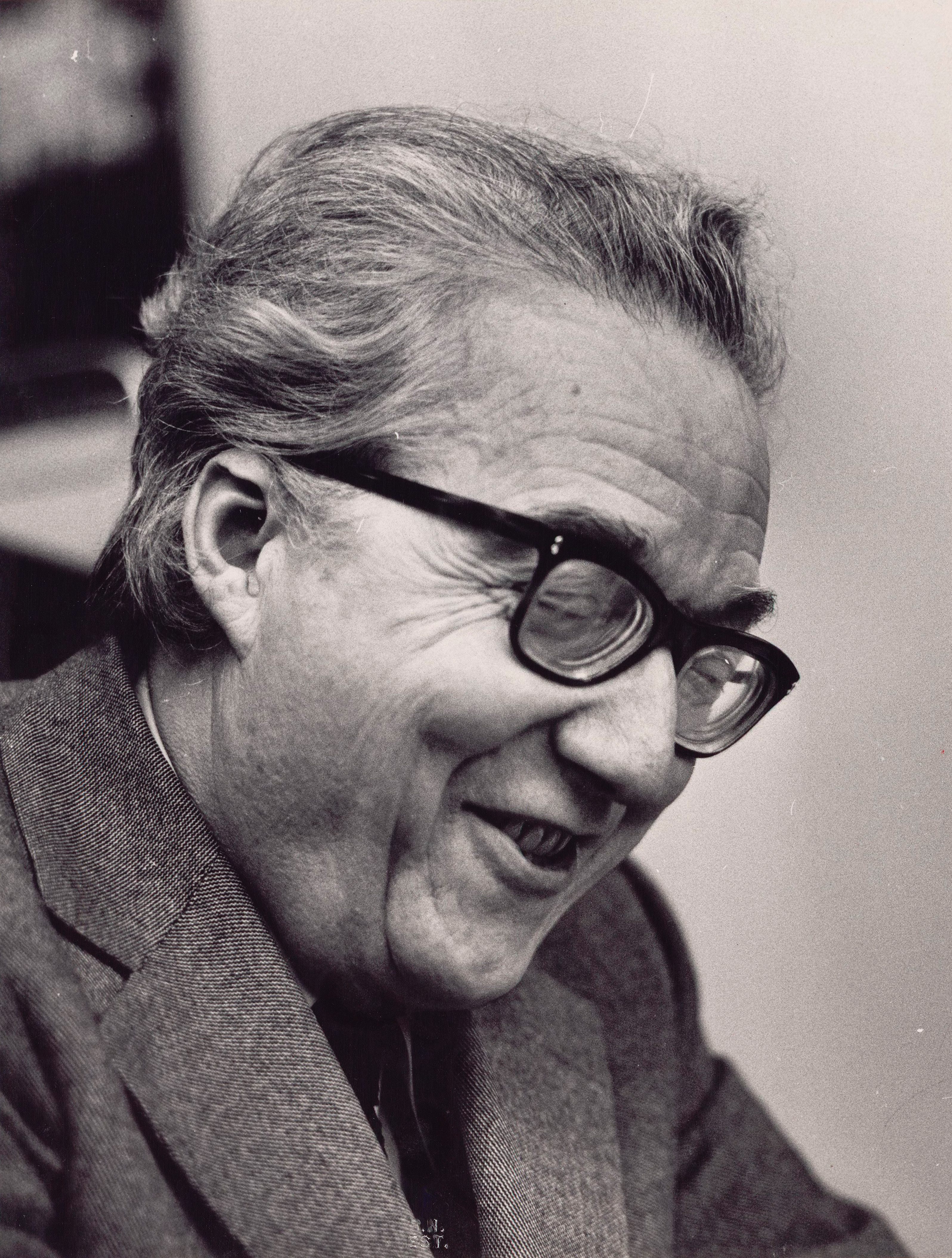
Raymond Abellio (1907-1986)

La philosophie de Raymond Abellio s'oppose à l'éloge du secret défendue par René Guénon et Julius Evola. Quoiqu'opposé à ces deux penseurs, il fait lui-même partie de l'École de la Tradition, dans la mesure où sa philosophie s'organise elle aussi autour du postulat guénonien de la Tradition Primordiale. À l'instar de tous les autres traditionnistes, il affirme en effet croire en l'existence d'une « Tradition Primordiale, qui est celle d'un temps commun à toutes les religions, à toutes les philosophies, à tous les mythes, à tous les symboles. » Ce qui le différencie du guénonisme est sa conception évolutionniste de la Tradition Primordiale, provenant de son appartenance au marxisme : « La Tradition Primordiale a été donnée aux hommes d'un seul coup, tout entière, mais voilée. Ou plutôt les hommes qui l'ont reçue ne disposaient pas encore des moyens intellectuels nécessaires pour la traduire en notions claires (...) C'est à nous, hommes d'aujourd'hui, qu'il incombe d'expliciter la tradition en passant d'une simple "participation" à une vraie "connaissance".» À partir de ces prémisses, Raymond Abellio, principalement influencé par Edmond Husserl et Martin Heidegger, construit donc une "phénoménologie génétique" complexe qui entend établir une "nouvelle gnose" qui achèverait en même temps qu'elle accomplirait, la promesse de tous les ésotérismes traditionnels. Cette gnose abélienne constitue pour lui la voie, la tâche et l’œuvre propres de l’Occident, ce lieu spirituel d’avènement de la conscience transcendantale mais aussi de mobilisation et de dépassement de la raison.